# Paul Schnitker
Paul Schnitker (ur. 12 stycznia 1927 w Münster, zm. 27 lutego 2013 tamże) – niemiecki polityk i działacz organizacji rzemieślniczych, poseł do Parlamentu Europejskiego I kadencji.

## Życiorys
Urodził się jako siódme dziecko malarza pokojowego Gerharda Schnitkera. W 1944 ukończył szkołę średnią, następnie odbył służbę wojskową. Wkrótce potem musiał przejąć rodzinny biznes malarski po śmierci starszego brata pod Stalingradem. W wieku 23 lat zdał egzamin mistrzowski, zostając najmłodszym malarzem cechowym w kraju. W 1963 zdał także egzamin na szklarza. Później studiował teologię katolicką, filozofię i ekonomię w Westfalskim Uniwersytecie Wilhelma w Münsterze.
Od lat 60. działał w krajowych i międzynarodowych organizacjach rzemieślniczych. Od 1968 do 2000 kierował Izbą Rzemiosła w rodzinnym Münsterze, a od 1969 do 1992 w całej Republice Federalnej Niemiec. W latach 1973–1988 kierował też Centralnym Związkiem Rzemiosł (ZDH), od 1979 do 1981 był reprezentantem we wspólnej komisji przemysłu i rzemiosła. Został także prezesem Międzynarodowej Federacji Rzemiosła.
W 1971 zaangażował się w działalność polityczną w ramach Unii Chrześcijańsko-Demokratycznej. W 1979 został wybrany posłem do Parlamentu Europejskiego. Przystąpił do Europejskiej Partii Ludowej, należał do Komisji ds. Gospodarczych i Walutowych, Komisji ds. Transportu oraz Delegacji ds. stosunków z państwami Maghrebu. Został również członkiem Europejskiego Komitetu Ekonomiczno-Społecznego. W późniejszym okresie objął funkcję konsula honorowego Republiki Francji i szefa rady nadzorczej Signal Versicherungen. W 1992 założył fundację Paul Schnitker Stiftung, promującą społeczną gospodarkę rynkową i kształcenie rzemieślnicze.

## Odznaczenia
Otrzymał różne państwowe odznaczenia, m.in.:
- Komandor Orderu Zasługi Republiki Włoskiej (1980)
- Kawaler Legii Honorowej (1988)
- Wielki Krzyż Zasługi z Gwiazdą Orderu Zasługi Republiki Federalnej Niemiec (1990)
- Wielką Odznakę Honorową za Zasługi dla Republiki Austrii

Został także honorowym prezesem różnych zrzeszeń rzemieślniczych oraz otrzymał odznaczenia niemieckich fundacji.